# Coppa Svizzera 2014-2015
La Coppa Svizzera 2014-2015 è stata la 90ª edizione della manifestazione calcistica. È iniziata il 23 agosto 2014 ed è terminata il 7 giugno 2015.
Ad aggiudicarsi il trofeo è stato il Sion per la 13ª volta nella sua storia.

## Formula
Le 9 squadre di Super League (il Vaduz non ha il diritto di partecipare poiché partecipa già alla Coppa del Liechtenstein) e le 10 della Challenge League sono qualificate direttamente alla competizione. A queste società se ne aggiungono 45 provenienti dalle serie inferiori, qualificate in base al campionato a cui appartengono.

## Squadre partecipanti
| Aarau        |
| Basilea      |
| Grasshoppers |
| Lucerna      |
| San Gallo    |
| Sion         |
| Thun         |
| Young Boys   |
| Zurigo       |

| Bienne     |
| Chiasso    |
| Losanna    |
| Le Mont    |
| Wil        |
| Lugano     |
| Sciaffusa  |
| Servette   |
| Winterthur |
| Wohlen     |

| Breitenrain      |
| Étoile           |
| Köniz            |
| Locarno          |
| Neuchâtel Xamax  |
| Old Boys Basilea |
| Stade Nyonnais   |
| Tuggen           |
| YF Juventus      |

| Baden                |
| Black Stars Basilea  |
| Bavois               |
| Cham                 |
| Dietikon             |
| Düdingen             |
| Stade Lausanne-Ouchy |
| Mendrisio            |
| Münsingen            |
| Muri                 |
| Schötz               |
| Taverne              |
| Terre Sainte         |

| Buochs            |
| Eschenbach        |
| Frauenfeld        |
| Hergiswil         |
| Konolfingen       |
| La Chaux-de-Fonds |
| Perly-Certoux     |
| Sirnach           |
| Stade Payerne     |

| 2. Lega      |
| ------------ |
| Audax-Friul  |
| Greifensee   |
| Henau        |
| Italien      |
| Murten       |
| Pratteln     |
| Rothtrist    |
| Schönbühl    |
| Subingen     |
| Tägerwilen 1 |
| Vedeggio     |
| Visp         |
| 3. Lega      |
| Nottwil      |
| Veltheim 1   |

## Date
| Turno                   | Data                    |
| ----------------------- | ----------------------- |
| Trentaduesimi di finale | 23-24 agosto 2014       |
| Sedicesimi di finale    | 19-20-21 settembre 2014 |
| Ottavi di finale        | 29-30 ottobre 2014      |
| Quarti di finale        | 4 marzo 2015            |
| Semifinali              | 8 aprile 2015           |
| Finale                  | 7 giugno 2015           |

## Calendario

### Trentaduesimi di finale
I club della Super League e della Challenge League sono teste di serie e non possono dunque incontrarsi. Le squadre delle leghe inferiori giocano in casa.
| Squadra 1            | Risultato     | Squadra 2           |
| -------------------- | ------------- | ------------------- |
| 23 agosto 2014       |               |                     |
| Baden                | 0 - 3         | San Gallo           |
| Terre Sainte         | 0 - 1         | Bienne              |
| Breitenrain          | 2 - 3         | Thun                |
| Cham                 | 2 - 1         | Düdingen            |
| Eschenbach           | 1 - 3         | Winterthur          |
| Italien              | 0 - 4         | Basilea             |
| Old Boys Basilea     | 1 - 2         | Lugano              |
| Muri                 | 0 - 3         | Wohlen              |
| Rothrist             | 0 - 1         | Le Mont             |
| YF Juventus          | 1 - 3         | Losanna             |
| Buochs               | 1 - 0         | Frauenfeld          |
| Stade Lausanne-Ouchy | 0 - 1         | Münsingen           |
| Stade Payerne        | 1 - 4         | Schötz              |
| Mendrisio            | 0 - 2         | Chiasso             |
| Dietikon             | 0 - 4         | Wil                 |
| Veltheim             | 2 - 3 (dts)   | Henau               |
| Pratteln             | 0 - 8         | Black Stars Basilea |
| Vedeggio             | 0 - 2         | Grasshoppers        |
| Hergiswil            | 2 - 1         | Tuggen              |
| Neuchâtel Xamax      | 1-1(5-3)(dcr) | Étoile              |
| 24 agosto 2014       |               |                     |
| Sirnach              | 0 - 8         | Servette            |
| Perly-Certoux        | 2 - 4         | Sciaffusa           |
| Nottwil              | 0 - 5         | Köniz               |
| Konolfingen          | 0 - 9         | Lucerna             |
| Bavois               | 0 - 1         | Young Boys          |
| La Chaux-de-Fonds    | 1 - 3         | Sion                |
| Schönbühl            | 0 - 7         | Zurigo              |
| Greifensee           | 2 - 1         | Subingen            |
| Murten               | 0 - 4         | Stade Nyonnais      |
| Tagerwilen           | 4 - 1         | Visp                |
| Taverne              | 1 - 7         | Aarau               |
| Audax-Friul          | 0 - 2         | Locarno             |

### Sedicesimi di finale
| Squadra 1           | Risultato  | Squadra 2    |
| ------------------- | ---------- | ------------ |
| 19 settembre 2014   |            |              |
| Losanna             | 0 - 1      | Thun         |
| 20 settembre 2014   |            |              |
| Tagerwilen          | 3 - 9      | Lugano       |
| Münsingen           | 1 - 0      | Locarno      |
| Bienne              | 0 - 1      | Sion         |
| Sciaffusa           | 3 - 5(dts) | Lucerna      |
| Buochs              | 1 - 0      | Young Boys   |
| Chiasso             | 0 - 1      | Aarau        |
| Bavois              | 0 - 4      | Bienne       |
| Henau               | 2 - 3(dts) | Wil          |
| Hergiswil           | 1 - 3      | Schötz       |
| 21 settembre 2014   |            |              |
| Winterthur          | 0 - 4      | Basilea      |
| Neuchâtel Xamax     | 3 - 5      | Grasshoppers |
| Black Stars Basilea | 1 - 2(dts) | Zurigo       |
| Greifensee          | 2 - 3      | Cham         |
| Servette            | 1 - 2      | Wohlen       |
| Le Mont             | 1 - 2      | San Gallo    |
| Stade Nyonnais      | 1 - 2      | Köniz        |

### Ottavi di finale
| Squadra 1       | Risultato   | Squadra 2    |
| --------------- | ----------- | ------------ |
| 29 ottobre 2014 |             |              |
| Lucerna         | 1 - 2       | Aarau        |
| Lugano          | 0 - 1 (dts) | Grasshoppers |
| Wohlen          | 1 - 3       | Basilea      |
| San Gallo       | 2 - 1 (dts) | Thun         |
| 30 ottobre 2014 |             |              |
| Köniz           | 0 - 3       | Sion         |
| Buochs          | 2 - 0       | Schötz       |
| Münsingen       | 3 - 2       | Wil          |
| 3 dicembre 2014 |             |              |
| Cham            | 0 - 5       | Zurigo       |

### Quarti di finale
| Squadra 1     | Risultato   | Squadra 2    |
| ------------- | ----------- | ------------ |
| 4 marzo 2015  |             |              |
| Münsingen     | 1 - 6       | Basilea      |
| Zurigo        | 1 - 0 (dts) | Grasshoppers |
| Sion          | 2 - 1       | Aarau        |
| 11 marzo 2015 |             |              |
| Buochs        | 0 - 5       | San Gallo    |

### Semifinali
| Squadra 1     | Risultato | Squadra 2 |
| ------------- | --------- | --------- |
| 7 aprile 2015 |           |           |
| Zurigo        | 0 - 1     | Sion      |
| 8 aprile 2015 |           |           |
| San Gallo     | 1 - 3     | Basilea   |

### Finale
| Squadra 1 | Risultato | Squadra 2 |
| --------- | --------- | --------- |
| Sion      | 3 - 0     | Basilea   |

| Arbitro: | Nikolaj Hänni (Köniz) |

|                                       |           |  |
| Konaté 18’ Fernandes 51’ Carlitos 60’ | Marcatori |  |